# .pe
.pe is het internet landcode top-level-domein van Peru. Het wordt beheerd door Red Científica Peruana.

## Second-level-domeinen
Vanaf 8 december 2007 accepteert het register inschrijvingen rechtstreeks op het top-level-domein.
Voorafgaand aan deze verandering in het beleid waren inschrijvingen beperkt tot third-level-domeinen het kader van second-level-domeinen:
- edu.pe: Onderwijsinstellingen van Peru
- gob.pe: Regering van Peru
- nom.pe: Personen uit Peru
- mil.pe: Militaire instellingen van Peru
- sld.pe: Gezondheid systeem van Peru
- org.pe: Organisaties van Peru
- com.pe: Commercieel entiteiten van Peru
- net.pe: Netwerk aanbieders van Peru